# Girona FC
Girona Fútbol Club – hiszpański klub piłkarski, występujący aktualnie w La Liga, swoją siedzibę posiadający w katalońskim mieście liczącym sobie ponad 99 013 mieszkańców (dane na rok 2017), Gironie.

## Krótka historia
Pomysł utworzenia pierwszego zawodowego klubu piłkarskiego w mieście został sfinalizowany 23 lipca 1930 w kawiarni Norat. Powstały twór został oficjalnie zarejestrowany pod nazwą UE Girona i grę rozpoczął od rozgrywek drugiej ligi regionu Katalonia.
Piłkarze GFC w sezonie 2016/2017 zadebiutowali w najwyższej hiszpańskiej klasie rozgrywkowej, natomiast wcześniej spędzili dwanaście sezonów w Segunda División, zaś trzynaście w Segunda División B. Ostatnie trzy lata dla graczy występujących na Montilivi są niezwykle udane. Po spadku do Tercera División szybko podnieśli się z kolan, już po dwóch latach wywalczając awans o klasę wyżej. Jako beniaminek spisali się równie znakomicie – niedoceniana drużyna prowadzona przez Raüla Agné zajęła pierwsze miejsce w tabeli, wyprzedzając o osiem punktów ekipę Alicante CF. Podopieczni Agné gładko rozprawili się w dwumeczu barażowym z Ceutą i mogli świętować awans do Segunda División. W sezonie 2012/2013 byli blisko awansu do najwyższej klasy rozgrywkowej, lecz klubowi z Katalonii przegrali finałowy mecz barażu z UD Almeríą. W sezonie 2016/2017 Girona FC zajęła drugie miejsce i awansowała do najwyższej klasy rozgrywkowej. Klubowi udało się utrzymać w swoim pierwszym sezonie w Primera División. Rok później, w sezonie 2018/2019 drużyna zajęła 3. miejsce od końca, co oznaczało spadek do Segunda División.

## Stadion
Gracze Girony rozgrywają swoje spotkania na Estadi Montilivi, mogącym pomieścić 9 286 osób.

## Zawodnicy

### Skład
Stan na 5 stycznia 2024
| Nr | Poz. | Piłkarz                    |
| -- | ---- | -------------------------- |
| 1  | BR   | Juan Carlos                |
| 3  | OB   | Miguel Gutiérrez           |
| 4  | OB   | Arnau Martínez             |
| 5  | OB   | David López                |
| 6  | PO   | Ibrahima Kébé              |
| 7  | NA   | Cristhian Stuani (kapitan) |
| 8  | PO   | Viktor Tsyhankov           |
| 9  | NA   | Artem Dowbyk               |
| 10 | PO   | Borja García               |
| 11 | NA   | Valery Fernández           |
| 13 | BR   | Paulo Gazzaniga            |
| 14 | PO   | Aleix García               |

| Nr | Poz. | Piłkarz                                   |
| -- | ---- | ----------------------------------------- |
| 15 | OB   | Juanpe Ramírez (2. kapitan)               |
| 16 | NA   | Sávio (wypożyczony z Troyes)              |
| 17 | OB   | Daley Blind                               |
| 18 | PO   | Pablo Torre (wypożyczony z Barcelona)     |
| 19 | PO   | Toni Villa                                |
| 20 | OB   | Yan Couto (wypożyczony z Manchester City) |
| 21 | PO   | Yangel Herrera                            |
| 22 | PO   | Jhon Solís                                |
| 23 | PO   | Iván Martín                               |
| 24 | NA   | Portu                                     |
| 25 | OB   | Eric García (wypożyczony z Barcelona)     |
| 26 | BR   | Toni Fuidias                              |

### Piłkarze na wypożyczeniu
| Nr | Poz. | Piłkarz                                                     |
| -- | ---- | ----------------------------------------------------------- |
|    | NA   | Arnau Ortiz (wyp. do Realu Murcia do 30 czerwca 2023)       |
|    | NA   | Gabri Martínez (wyp. do CD San Fernando do 30 czerwca 2023) |

| Nr | Poz. | Piłkarz                                                   |
| -- | ---- | --------------------------------------------------------- |
|    | NA   | Ilyas Chaira (wyp. do CD San Fernando do 30 czerwca 2023) |

## Europejskie puchary
Legenda do wszystkich tabel:
- Q – runda eliminacyjna, 1/16, 1/8, 1/4, 1/2 – odpowiednia faza rozgrywek, Grupa – runda grupowa, 1r gr – pierwsza runda grupowa, 2r gr – druga runda grupowa, F – finał, R – runda, PO – play-off
- k. – rzuty karne, los. – losowanie, Dogr. – dogrywka, w. – zasada bramek strzelonych na wyjeździe

| Sezon   | Rozgrywki     | Runda       | Klub                | Dom     | Wyjazd  | Ogólnie     |
| ------- | ------------- | ----------- | ------------------- | ------- | ------- | ----------- |
| 2024/25 | Liga Mistrzów | Faza ligowa | Liverpool           | 0–1 (D) | 0–1 (D) | 33. miejsce |
| 2024/25 | Liga Mistrzów | Faza ligowa | Paris Saint-Germain | 0–1 (W) | 0–1 (W) | 33. miejsce |
| 2024/25 | Liga Mistrzów | Faza ligowa | Arsenal             | 1–2 (D) | 1–2 (D) | 33. miejsce |
| 2024/25 | Liga Mistrzów | Faza ligowa | Milan               | 0–1 (W) | 0–1 (W) | 33. miejsce |
| 2024/25 | Liga Mistrzów | Faza ligowa | Feyenoord           | 2–3 (D) | 2–3 (D) | 33. miejsce |
| 2024/25 | Liga Mistrzów | Faza ligowa | PSV Eindhoven       | 0–4 (W) | 0–4 (W) | 33. miejsce |
| 2024/25 | Liga Mistrzów | Faza ligowa | Slovan Bratysława   | 2–0 (D) | 2–0 (D) | 33. miejsce |
| 2024/25 | Liga Mistrzów | Faza ligowa | Sturm Graz          | 0–1 (W) | 0–1 (W) | 33. miejsce |

## Byli gracze
- Javier Acuña
- Marc Bernaus
- Dani Bautista
- Ferran Corominas
- Ranko Despotović
- Óscar Díaz
- Joseba Garmendia
- Delfí Geli
- Asier Goiria
- Keko
- Albert Jorquera
- Francisco Martos
- Moha
- Gerard López
- Àngel Rangel
- Ion Vélez
- Jordi Xumetra